# La donna che inventò l'amore
 La donna che inventò l'amore è un film del 1952 diretto da Ferruccio Cerio, tratto dall'omonimo romanzo di Guido da Verona.

## Trama
1910. Gilli, un nobile e spiantato ufficiale di cavalleria prende in prestito una somma di denaro da Passadonato, un usuraio. Questi, saputo che l'ufficiale è l'amante di sua figlia Antonella, vuole mandarlo in rovina, ma la ragazza brucia la cambiale a garanzia. L'uomo la caccia di casa e denuncia il fatto al colonnello superiore, che costringe il nobile alle dimissioni.  
Più per interesse che per amore Gilli sposa Antonella e parte per Roma con il suocero. Dopo pochi mesi la donna perde il figlio mentre l'uomo riallaccia una relazione con Ninì, sua vecchia fiamma. 
Gilli in cerca di lavoro per non dover più dipendere dai soldidel suocero, trova modo di occuparsi di un cavallo del vecchio marchese Doria, mentre Antonella, dopo un confronto con Ninì decide di accettare la corte di un principe, uomo anziano e ricchissimo che forse potrebbe aiutare il marito a tornare a frequentare l'alta società.
La moglie accetta la corte del principe Equicola, uomo anziano e ricchissimo per indurlo a spendere parole di favore per il marito da indurlo alla riammissione nell'alta società. Ma Caddulo, respinto da Antonella, rivela ogni cosa al marito, il quale, in preda alla disperazione, parte volontario per la guerra libica. Poco prima della partenza, però, la donna riesce a provare che il supposto tradimento è stato soltanto platonico. Lui le crede e parte con fiducia, convinto che al suo ritorno una donna lo aspetterà.

## Produzione
Il film è ascrivibile al filone dei melodrammi sentimentali strappalacrime (allora molto in voga tra il pubblico italiano), in seguito ribattezzato dalla critica con il termine neorealismo d'appendice.
Girato negli studi di Cinecittà, venne presentato alla Commissione di Revisione Cinematografica il 31 maggio 1952, ottenne il visto di censura n. 12.126 del 9 giugno 1952 con una lunghezza della pellicola dichiarata di 2.522 metri e accertata di 2.400 metri; non sappiamo in cosa consistono i 122 metri mancanti del film.

## Distribuzione
Il film venne distribuito nel circuito cinematografico italiano il 2 agosto del 1952.
Il film venne proiettato in Francia, con il titolo La femme qui inventa l'amour il 25 settembre 1953, in Portogallo con il titolo A Mulher Que Inventou o Amor il 26 marzo 1954, ed in Germania Ovest con il titolo Die frau, die liebe erfand.

## Altri tecnici
- Arredatore: Giorgio Venzi
- Direttore di produzione: Fabio Franchini
- Aiuto regista: Gianfranco Baldanello
- Operatore: Alberto Fusi
- Fonico: Bruno Brunacci, Alberto Bartolomei